# Autobuses Estrella Roja
Autobuses Estrella Roja (abreviado ER) anteriormente conocida como Sociedad Cooperativa Estrella Roja, es una compañía mexicana fundada en el año 1945, dedicada al transporte público mediante autobuses entre la Ciudad de México y diversas áreas del estado de Puebla, México, principalmente en la ciudad de Puebla.

## Fundación
Autobuses Estrella Roja fue fundada en 1945, como Sociedad Cooperativa Estrella Roja.
Ofrecía servicios de transporte entre la ciudad de Puebla y la Ciudad de México, concesionado por el Gobierno Federal, con 20 permisos. Los autobuses circulaban por la antigua carretera federal.
En 1952 la empresa se constituyó como Autobuses México Puebla Estrella Roja, S.A. de C.V. Para entonces ya contaba con 43 permisos y autobuses, en 1957 construyó su propia terminal y edificio, además de contar con oficinas y un encierro de autobuses. Así consolidó su oferta de servicios en Puebla.

## Crecimiento
En 1962 se inauguró la Autopista México-Puebla, y Estrella Roja adquirió nuevos autobuses para sus servicios. Para 1963 contaba con 50 autobuses. Habrá que señalar que la terminal de la ciudad de México se encontraba atrás del Palacio Nacional en la calle de la Soledad, el servicio se prestaba con autobuses Sultana, es a finales de los 60s cuando se mudan a la avenida Fray Servando Teresa de Mier a escasos metros de la estación Pino Suárez del metro y la flotilla de autobuses son los Dina Olímpicos, Se construyó una nueva terminal en la Ciudad de México.
En 1979 se inauguró la Terminal de Autobuses de Pasajeros de Oriente (TAPO) en la Ciudad de México. Los servicios de Estrella Roja competían ahora en la categoría de primera clase con otras compañías de transporte.
En 1985 Estrella Roja estableció un servicio entre Puebla y el Aeropuerto de la Ciudad de México. Ganando parte del mercado de viajeros en avión.
En 1988 se inauguró la Terminal Central de Autobuses de Pasajeros de la Ciudad de Puebla (CAPU) y se abrió la oportunidad para Estrella Roja de ser una empresa más competitiva.

## Actualidad
En 2002 se creó la línea de servicios de turismo, con una flota especial para renta de autobuses y la creación de paquetes de destinos de diversión.
En 2007 los servicios de turismo crean la marca Tourister y los servicios de paquetería y envíos se convierten en la marca Paquer. 
En 2010 se crea un nuevo servicio, conocido como Top Driver, el cual ofrece viajar en automóviles y camionetas de lujo con conductor a cualquier destino del país o dentro de la ciudad. También, en el mes de marzo de 2010 inicia el programa Socio Íntimo, el cual es una tarjeta para premiar a los viajeros frecuentes y brindar beneficios a todos los clientes de Estrella Roja.
En 2016 se hace un re lanzamiento del servicio Aeropuerto ER que conecta directamente a los usuarios de Puebla con el Aeropuerto Internacional de la Ciudad e México T1 y T2. Se adquieren nuevas unidad Irizar PB8 dando mayor comodidad, seguridad y entretenimiento a bordo al pasajero.
En 2018 se lanza el programa de beneficios Punto Abordo, el cuál funciona mediante la huella digital del pasajeros, brinda puntos por las compras que se hagan y se pueden canjear dentro de los servicios: Primera Clase, Directo Económico, Aeropuerto Er y E-bus.
En 2023-2024 Empezó a ofrecer el servicio de Transporte de personal a Volkswagen De México, haciendo que de esta manera abarque nuevos mercados de movilidad en el estado de Puebla 
Desde 1992 administra y opera estacionamientos abiertos a clientes y público en general.
Maneja servicios de envíos y paquetería entre México y Puebla y a las principales ciudades del país.
Complementariamente, en el arranque de la presente década el grupo de accionistas avaló el arranque de una estrategia de diversificación, creando nuevas empresas e incursionado exitosamente en los servicios urbanos, de renta de autos de lujo y gasolineras.
Fue entonces que desde el año de 2011 fue lanzada la marca Dliver Logistics para agrupar los servicios de carga especializada y logística para clientes trasnacionales, operadores logísticos e importantes productores mexicanos.
Actualmente incursionando ya en el extranjero con la adquisición de acciones en empresas colombianas dedicadas al auto transporte.